# Mehrverkehr
Mehrverkehr bezeichnet in der juristischen Fachsprache den Umstand, dass eine Mutter während der Empfängniszeit ihres Kindes (laut § 1600d BGB zwischen dem 181. und dem 300. Tag vor der Geburt) Vaginalverkehr mit mehr als einem Mann hatte (z. B. wegen Partnerwechsel).
Da infolge der Verbreitung von Abstammungsgutachten durch DNA-Analyse in den 1990er Jahren eine Vaterschaft fast immer eindeutig festgestellt werden kann (außer wenn der Vater ein eineiiger Zwilling ist, es sei denn, dass bei ihm eine Mutation vorliegt), kommt es kaum noch vor, dass der Vater eines Kindes nicht festgestellt werden kann, weil seine Mutter Mehrverkehr hatte (Voraussetzung des Abstammungsgutachtens ist selbstverständlich, dass sie die Männer benennen kann).
Mehrverkehr darf nicht mit Gruppensex verwechselt werden, bei dem mehr als zwei Personen gleichzeitig beteiligt sind; wird eine Frau, die vaginalen Gruppensex mit Männern hatte, schwanger, liegt freilich auch Mehrverkehr vor.

## Rechtliche Entwicklung
Bis zur Reform des Rechtes der nichtehelichen Kinder durch das Nichtehelichengesetz, das am 1. Juli 1970 in der Bundesrepublik Deutschland in Kraft trat, konnte der vermeintliche Kindesvater (der Vaginalverkehr mit der Mutter zugegeben hatte bzw. dem dieser nachgewiesen worden war) die Vaterschaftsfeststellung (und damit Unterhaltsfestsetzung) nur durch die Mehrverkehrseinrede verhindern (sofern sich für seine Behauptung ein Zeuge fand, z. B. ein anderer Mann zugab, dass er in der Empfängniszeit ebenfalls mit der Frau Vaginalverkehr hatte), § 1717 BGB a. F. 
Seit dem 1. Juli 1970 können gegen die Vaterschaftsfeststellung auch andere Gründe, insbesondere wissenschaftliche Beweise wie ein Abstammungsgutachten vorgebracht werden (bis 30. Juni 1998 § 1600o BGB a. F., seit 1. Juli 1998 § 1600d BGB).
Wiederum anders war die Entwicklung in der DDR: § 54 des am 1. April 1966 in Kraft getretenen Familiengesetzbuch (DDR) sah bei Mehrverkehr vor, ggf. den Mann als Vater festzustellen, dessen Vaterschaft wahrscheinlicher war.

## Bedeutung bei Vaterschaftsanfechtung
Die Mehrverkehrseinrede kann umgekehrt auch zur Vaterschaftsanfechtungsklage führen.